# Antoni Casadesús Caralps
Antoni Casadesús Caralps (Barcelona, 1944) és un interiorista i decorador. Va formar-se a l'Escola de la Llotja de Barcelona com a interiorista i decorador. Els seus primers treballs els va realitzar com a interiorista, per a després passar al disseny i a la comercialització dels seus mobles. Va obrir el seu primer show-room el 1976 i des d'aleshores els seus dissenys, creats i produïts de forma gairebé artesanal, han estat exposats en mostres nacionals i internacionals. Algunes de les seves peces han format part de l'attrezzo d'algunes pel·lícules de Pedro Almodóvar. Entre els seus dissenys més representatius cal citar l'aparador Singapore (1987), el carret Born, (1992) o la taula niu Simi (1996).